# ابوالمعین النسفی
ابوالمعین النسفی (ازبکی: Абул-Муин ан-Насафи Абул - ; عربی: أبو المعین النسفی) پس از امام ابومنصور ماتریدی (متوفی ۳۳۳ هجری قمری) مهمترین متکلم حنفی آسیای مرکزی در مکتب ماتریدی اسلام سنی به‌شمار می‌رفت و شرح نسبتاً مفصلی از پیشینیان آسیای مرکزی ماتریدی ارائه کرد.

## نام
نام او ابوالمعین میمون بن محمد بن محمد بن معتمد بن محمد بن مک حلب بود. الفضل النسفی المک حولی.

## تولد
او در حدود سال ۴۳۸ هجری قمری (۱۰۴۶ میلادی) در نسف (کرشی کنونی) به دنیا آمد و در سال ۵۰۸ هجری قمری (۱۱۱۵ میلادی) در همان شهر درگذشت.به نقل از خیرالدین زرکلی و عمرریز کههل ولادت او در سال ۴۱۸ هجری قمری (۱۰۲۷ میلادی)  بوده‌است، در حالی که قطلوبوغه بر اساس سن وفاتش که گفته می‌شود هفتاد سال و در در سال ۵۰۸ هجری قمری (۱۱۱۵ م) بوده است، معتقد است که سال تولدش در سال ۴۳۸ هجری قمری (۱۰۴۶ میلادی) بوده‌ است. 

## زندگی
در منابع قدیمی از زندگی او اطلاعی نیست، اما او در عصری زندگی می‌کرد که الهیات مسلمانان در حال رسیدن به اوج خود بود و او در این پیشرفت سهیم بود.
ابوالمعین النسفی در خانواده ای تحصیل کرده به دنیا آمد. اجدادش به عنوان علمای بزرگ علم «فقه» مورد احترام جامعه بودند. جد بزرگوارش مخول نسفی از شاگردان امام ماتریدی و جدش معتمد بن مخول نسفی متکلم و فقیه حنفی (فقیه) و عارف (صوفی) مشهور بوده‌است. آثار متعدد از خود برجای گذاشته است. ابوالمعین تحصیلات ابتدایی را نزد پدر و پدربزرگش گذراند.

## کلام
ابوالمعین نسفی از افراد برجسته «کلام» علم عقیده بود و نقش مهمی در گسترش تعالیم ماتریدیه که توسط ابومنصور ماتریدی تأسیس شد، داشت.

## دانش آموزان
برخی از شاگردان محبوب او عبارتند از:
- نجم الدین عمر النسفی (متوفی ۵۳۷/۱۱۴۲)، صاحب کتاب العقاید النسفیة (عربی: العقائد النسفیة).
- علاء الدین سمرقندی (متوفی ۵۳۹/۱۱۴۴)، صاحب تحفة الفقهاء (عربی: تحفة الفقهاء).
- علاء الدین کسانی (متوفی ۵۷۸/۱۱۹۱)، صاحب بدایع الصنائع (عربی: بدائع الصنائع).
- صدرالائمه ابوالمعالی احمدب. محمد ب. محمد ب. الحسین البزداوی (متوفی ۵۴۲/۱۱۴۷).

برخی گمان می‌کنند که ابوالثناء لمیشی شاگرد او بوده‌است، البته این امر به‌طور قطعی معلوم نیست.

## کتاب‌ها
او آثار زیادی با هدف روشن ساختن باورهای غلط دربارهٔ اسلام و مبارزه با تعصب مذهبی نوشت. برخی از آثار محبوب و مورد قبول او به شرح زیر است:
- تبیین العدیله (تشریح الادله); پس از کتاب التوحید امام المطریدی، دومین اثر عمده در برنامه درسی ماتریدی محسوب می‌شود.
- التمهید لی قواعد التوحید (مقدمه ای بر اصول توحید); خلاصه ای از تبصرة العدیله است.
- بحرالکلام فی علم التوحید (اقیانوس مباحث علم توحید). یکی از منابع اصلی علم «کلام» در پیری مذهب است.

## مرگ
وفات او در سال ۵۰۸ هجری قمری (۱۱۱۴ یا ۱۱۱۵ میلادی) مورد قبول و اتفاق نظر عموم قرار گرفته‌است.
مقبره او که در روستای کووچین ولسوالی کرشی قرار دارد، یکی از زیارتگاه‌های قدیمی است. رئیس‌جمهور شوکت میرضیایف در بازدید از منطقه کشکادریا در تاریخ ۲۴ تا ۲۵ فوریه ۲۰۱۷ توصیه‌هایی در مورد بهسازی مقبره اش، ایجاد شرایط لازم برای بازدیدکنندگان، تشکیل کتابخانه و ترجمه آثار وی ارائه کرد.